# Contea di Pengze
La contea di Pengze (彭泽县S, Péngzé XiànP) è una contea della Cina, situata nella provincia di Jiangxi e amministrata dalla prefettura di Jiujiang.